# Power Gate
POWER GATE – piąty singel japońskiej piosenkarki Nany Mizuki, wydany 1 maja 2002. Utwór tytułowy wykorzystano jako zakończenie programu M-VOICE stacji TV Osaka, a utwór On'na ni naare (jap. おんなになあれ) jest coverem piosenki z 1987 r. autorstwa Miho Morikawy. Singel osiągnął 50 pozycję w rankingu Oricon, sprzedał się w nakładzie 3 430 egzemplarzy.

## Lista utworów
| Nr | Tytuł                                                   | Słowa          | Kompozycja     | Aranżacja      | Czas |
| -- | ------------------------------------------------------- | -------------- | -------------- | -------------- | ---- |
| 1. | "POWER GATE"                                            | Toshirō Yabuki | Toshirō Yabuki | Toshirō Yabuki | 4:33 |
| 2. | "On'na ni naare" (jap. おんなになあれ)                  | Ryō Asuka      | Ryō Asuka      | Tsutomu Ōhira  | 3:57 |
| 3. | "POWER GATE" (Vocalless Ver.)                           |                | Toshirō Yabuki | Toshirō Yabuki | 4:34 |
| 4. | "On'na ni naare" (jap. おんなになあれ) (Vocalless Ver.) |                | Ryō Asuka      | Tsutomu Ōhira  | 3:58 |

## Notowania
| Lista                       | Pozycja |
| --------------------------- | ------- |
| Oricon Weekly Singles Chart | 50      |
| CDTV                        | 67      |